# Madison (Geórgia)
Madison é uma cidade localizada no estado americano de Geórgia, no Condado de Morgan.

## Demografia
Segundo o censo americano de 2000, a sua população era de 3636 habitantes.
Em 2006, foi estimada uma população de 3877, um aumento de 241 (6.6%).

## Geografia
De acordo com o United States Census Bureau tem uma área de 23,1 km², dos quais 23,0 km² cobertos por terra e 0,1 km² cobertos por água. Madison localiza-se a aproximadamente 207 m acima do nível do mar.

## Localidades na vizinhança
O diagrama seguinte representa as localidades num raio de 24 km ao redor de Madison.